# Nullipora
Synarthrophyton nom. rejic.,  rod crvenih algi iz porodice Hapalidiaceae. Taksonomski se vodi kao sinonim za Phymatolithon, ali još postoji 11 priznatih vrsta od kojih su sve osim jedne, fosilne.

## Vrste
1. †Nullipora annulata Schafhäutl
2. Nullipora floreabrassica Millet
3. †Nullipora glomerata d'Orbigny
4. †Nullipora granulosa Michelin
5. †Nullipora lycoperdioides Michelin
6. †Nullipora polyphyllamea D.S.Jordan
7. †Nullipora provencialis d'Orbigny
8. †Nullipora ramosissima d'Orbigny
9. †Nullipora ramosissima Reuss
10. †Nullipora rhodica Unger
11. †Nullipora tuberosa Michelin